# Lipińskie Małe
Lipińskie Małe (niem. Lipinsken, 1935–1945 Lindenfließ) – wieś w Polsce położona w województwie warmińsko-mazurskim, w powiecie ełckim, w gminie Prostki.
W latach 1975–1998 miejscowość administracyjnie należała do województwa suwalskiego.
Jest to niewielka miejscowość licząca 32 domy leżąca niedaleko trasy Ełk-Białystok (droga krajowa nr 65). Lipińskie Małe posiadały kiedyś własną szkołę, lecz aktualnie budynek został zaadaptowany jako mieszkalny. Przez środek wsi przepływa rzeka Ełk, wokół rozciągają się lasy. Po jednej stronie znajduje się przystanek PKP, a po drugiej leśnictwo Helmany (dawna nazwa wsi). Bogactwo runa leśnego - z tego powodu miejscowość często nazywana jest "spiżarnią Ełku". W niewielkim lasku w Lipińskich Małych znajduje się stary poniemiecki cmentarz (groby z datą 1914 r.). W lasach są także bunkry z czasów wojny. Większość dzieci ze wsi uczęszcza do Szkoły Podstawowej i Gimnazjum w Prostkach.
We wsi można znaleźć także jedno z najstarszych drzew w okolicy - duży, stary wiąz. Znajduje się on na posesji nr 19, gdzie można także odwiedzić mini skansen, a także wybrać dla siebie jedną z wielu atrakcji - lepienie w glinie, strzelanie z łuku, pieczenie podpłomyków, przędzenie, tkanie, paleo warsztaty, czy posłuchać o Jaćwingach - plemionach zamieszkujących te ziemie tysiąc lat temu. 